# محفظة مهنية
المحفظة المهنية (بالإنجليزية: portfolio career)‏ هي مسار مهني يتكون من مجموعة متنوعة من الأدوار بدلاً من وظيفة واحدة في منظمة واحدة. يمكن أن تشمل هذه الأدوار وظائف مدفوعة أو تطوعية متعددة. وقد روّج لمفهوم "المحفظة" الفيلسوف وعالم السلوك التنظيمي تشارلز هاندي
في أعماله مثل كتابه عام 1994 "المعطف الفارغ".
جاء اعتراف هاندي بمسار المحفظة المهنية عندما أدرك أن الأفراد سيحتاجون إلى تطوير مجموعات مهارات قابلة للنقل لتلبية احتياجات مكان العمل المتغير بسرعة. كانت توقعاته تتنبأ بما يُعرف الآن باقتصاد الوظائف المؤقتة.
في عام 2006، كتبت صحفية بينيوب تراك على مدونتها أن ارتفاع عدد المحفظات المهنية جاء "عندما دخل أعضاء الجيل X سوق العمل. كان ثلثاهم يبحثون عن بديل للوظائف بدوام كامل كمسار أكثر كفاءة للاكتشاف الذاتي والعثور على المهنة المناسبة."
توجد المحفظات المهنية غالبًا في الصناعات الإبداعية حيث يكون العمل الحر هو القاعدة.
بسبب الظروف الاقتصادية يختار العديدين أسلوب المحفظات المهنية لتحقيق أقصى استفادة من إمكاناتهم في الكسب.

## المزايا
تشمل مزايا المحفظة المهنية التوازن بين العمل والحياة، والأمان الوظيفي، والمرونة، وتنوع مصادر الدخل المتعددة والقدرة على متابعة مجالات الاهتمام الفردية.
قال بن ليغ، الرئيس التنفيذي لمؤسسة مجموعة المحفظة (The Portfolio Collective) الاجتماعية في المملكة المتحدة: "المحفظة المهنية أكثر مرونة بكثير من وجود دور دائم واحد. بالإضافة إلى وجود مصادر دخل متعددة، فإن عملك يتطور دائمًا، حيث يتوقف العملاء القدامى وتكتسب عملاء جدد."
هناك فوائد أيضًا لأصحاب العمل. قال مايك بانك، مدير FlexRoles.com: "تُقدم الأدوار المرنة أو الجزئية مزايا عديدة للشركات التي تعمل في بيئة سريعة ومتغيرة... يجلب المحترفون ذوو المحفظة وجهات نظر جديدة وتجارب متنوعة. إن قدرتهم على العمل عبر صناعات ومشاريع مختلفة تغذي الابتكار والإبداع والتفكير خارج الصندوق."

## العيوب
تشمل العيوب نقص الاستقرار، وعدم وجود تقدم مهني تقليدي، تقلب الدخل ونقص الهوية.
تُجادل هيرمينيا إيبرا، أستاذة السلوك التنظيمي في كلية لندن للأعمال، بأن الشخص الذي يعمل في محفظة مهنية يواجه مشكلة الهوية. "لا يوجد تسمية سهلة، ولا اختصار. حتمًا، يلجأ المرء إلى شرح نفسه بقائمة طويلة، عندما تكون الإجابة الثقافية المناسبة هي ما أطلق عليه عالم النفس كينيث جيرجن السرد التقدمي: قصة عن العمل الجاد والصعود الخطي الذي ينتهي بدور بارز معروف."

## النطاق
يُقدر مركز أبحاث العمل الحر، وهو مركز أبحاث مقره لندن، أن هناك حوالي 250,000 عامل في المملكة المتحدة يعرفون عملهم كمحفظة مهنية. وقد حددت دراسة أجرتها كلية هينلي للأعمال أنه في المملكة المتحدة كان لدى 25 بالمئة من العمال وظيفة جانبية. يعتقد بن ليغ أن هذا الرقم قد يصل إلى الملايين بحلول عام 2030.
تُشير التقارير إلى أن حوالي 45 بالمئة من الأمريكيين العاملين لديهم وظيفة جانبية، مما يجعلهم من العاملين في المحفظة المهنية. وفي المملكة المتحدة، قال حوالي 60 بالمئة من الطلاب والخريجين إن لديهم وظيفة جانبية و43 بالمئة يحتاجون إلى الدخل الإضافي لدفع إيجاراتهم.
قد تصبح المحفظات المهنية أكثر شيوعًا مع سعي الاقتصاد العالمي وسوق العمل للتعافي من جائحة كوفيد-19.

## القضايا
يُجادل شون سميث، نائب المدير المتقاعد، بأن "اقتصادًا جديدًا يتطلب من الشباب الطموحين أن يصبحوا فعليًا قادة صناعاتهم الصغيرة الخاصة بهم سيحتاج إلى التفكير بشكل مختلف تمامًا". ويعتقد أن المدارس ستحتاج إلى إعادة تعريف كيفية رؤيتها للاستعداد للعمل وتغيير توقعات الشباب أثناء استعدادهم للعمل.
تتبنى تارا فينويدج، أستاذة التعليم المهني الفخرية في كلية التعليم بجامعة ستيرلنغ، فكرة أن "العمال قد يحتاجون إلى تعليم العملاء حول طبيعة العمل بالمحفظة؛ ويجب على أصحاب العمل الذين يتعاقدون مع العمال ذوي المحفظة تحمل المزيد من المسؤولية للتفاوض على عقود عادلة تأخذ بعين الاعتبار الضغط الزائد وظروف العمل غير العادلة".

## المصطلحات
غالبًا ما يُعرف الشباب الذين يعملون في محفظة مهنية باسم "سلاشيس" أو "رواد الأعمال الفرديين".